# Angmering
Angmering – wieś w Anglii, w hrabstwie West Sussex, w dystrykcie Arun. Leży 21 km na wschód od miasta Chichester i 80 km na południe od Londynu. W 2001 miejscowość liczyła 5639 mieszkańców.